# Zofia Jankowska
Zofia Jankowska (ur. ?, zm. 5/6 marca 1920 w Winnicy) – działaczka społeczna w Brześciu Litewskim; członkini Komendy Okręgowej POW i organizatorka Oddziału Żeńskiego POW w Winnicy, rozstrzelana przez Czeka, dama Orderu Virtuti Militari.

## Życiorys
Data i miejsce urodzenia Zofii Jankowskiej oraz bliższe dane biograficzne pozostają nieznane. Była zamężna z Jankowskim, którego imię było nieznane i miała córkę Marię urodzoną w 1899. W Brześciu Litewskim czołowa działaczka Towarzystwa „Oświata”, które pracowało jako Rzymsko-Katolickie Towarzystwo Dobroczynności. 
Podczas I wojny światowej była prezeską Macierzy Polskiej i Koła Polek działających w Winnicy. Od grudnia 1918 była członkiem Okręgowej Komendy Polskiej Organizacji Wojskowej w Winnicy. Jej dom był miejscem w którym odbywały się liczne zebrania organizacyjne, a także trafiali tam kurierzy Naczelnego Dowództwa, którzy przyjeżdżali z kraju oraz udzielała schronienia ukrywającym się członkom POW. W 1919 utworzyła w mieście razem ze swoją córką Marią Jankowską oraz z Ireną i Haliną Baranowskimi, Anną i Marią Kownackimi, Zofią Łazowską, Haliną Trentowską i Apolonią Zapałową Oddział Żeński POW. 27 grudnia 1919 w mieszkaniu Zofii żołnierze I Korpusu Ukraińców Galicyjskich przeprowadzili rewizję, podczas której zostały znalezione raporty, które sporządziła jej córka Maria. Córka przyznała się do ich autorstwa i dzięki temu uratowała matkę, ale ją samą aresztowano i przewieziono do więzienia w Lityniu, z którego w styczniu 1920 uciekła.
Kiedy bolszewicy na początku 1920 zajęli Winnicę, rozpoczęły się aresztowania wśród członków Komendy Okręgowej POW. 13 stycznia Zofię zatrzymano, ponieważ ówczesny adiutant Okręgu Winnickiego ppor. Borkowski dopuścił się zdrady, dostarczając dla Czeka podczas śledztwa dowody na jej przynależność do POW. Pomimo ciężkiego śledztwa nie ujawniła żadnych informacji o innych peowiakach, a także nie zdradziła, gdzie przebywa jej córka. Wspierała współwięźniarki, które uczyła pieśni patriotycznych. Podczas pobytu w więzieniu dla dzieci przesyłała listy, polecając wierną służbę Ojczyźnie. W nocy z 5 na 6 marca 1920, w lesie pod Winnicą Czeka rozstrzelało ją razem z pięcioma innymi członkami POW w tym Z. Łazowską i J. Kaczorowską. Kiedy Wojsko Polskie zajęło Winnicę i odnalazło grób rozstrzelanych dnia 2 maja 1920 odbył się ich uroczysty pogrzeb w którym uczestniczył Naczelnik Państwa Józef Piłsudski.
Zofia Jankowska Dekretem Naczelnika Państwa i Naczelnego Wodza z 17 maja 1922 (Adj. Gen. L. 13391) na wniosek Komendanta KN III Henryka Józewskiego za pełną poświęcenia i ofiarną pracę oraz śmierć bohaterską została pośmiertnie odznaczona Krzyżem Srebrnym Orderu Wojskowego Virtuti Militari z nr. Krzyża 7913.